# Trichoderma reesei
Trichoderma reesei je vřeckovýtrusná vláknitá houba, rodu Trichoderma (zelenatka). Průmyslově je hojně využívána pro získávání celulolytických enzymů. Přirozeně produkuje sacharidově aktivní enzymy  - tzv. CAZymy (z angl. carbohydrate active enzymes), jejichž prostřednictvím je schopna degradovat komplexní lignocelulolytické materiály, zejména rostlinnou biomasu, na jednoduchý sacharid glukosu. Kromě využití těchto enzymů při produkci papíru, potravin, krmiv či textilu tvoří celulolytické enzymy T. reesei zhruba 80 % celkových enzymů používaných v biopalivovém průmyslu.
Její degradační potenciál byl objeven během druhé světové války, kde docházelo díky působení T. reesei k degradaci bavlněných stanů americké armády. Z té doby pochází také první izolovaný kmen této houby - QM6a, od kterého je odvozena většina dnes průmyslově i vědecky využívaných kmenů.
Kromě T. reesei existuje i mnoho dalších hub schopných degradace celulosy prostřednictvím produkce celulas, jako např. Fusarium oxysporium, Piptoporus betulinus, Penicillium echinulatum, P. purpurogenum, Aspergillus niger a A. fumigatus. 

## Enzymatický aparát
Na rozdíl od bakterií, kde se enzymy degradující celulosu vyskytují v uskupení velkých komplexů tzv. celulosomů, celulolytické enzymy hub komplex netvoří. V buňkách jsou lokalizovány nezávisle na sobě, ale při biokonverzi lignocelulosy kooperují a specificky štěpí glykosidické vazby mezi glukosovými podjednotkami celulosy.

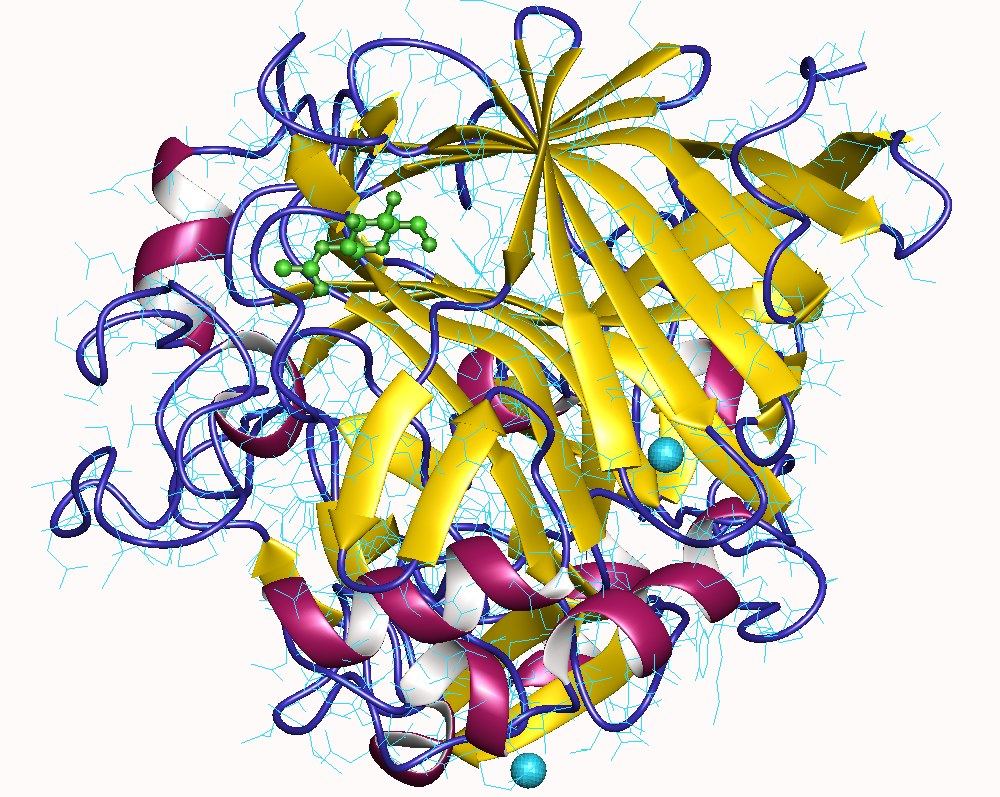
Celobiohydrolasa T. reesei

Enzymatický systém T. reesei lze rozdělit do 3 hlavních enzymatických tříd:
- Exoglukanasy: celobiohydrolasy CBH1 a CBH2, které postupně odštěpují D-glukosový dimer celobiosu z konců polymeru celulosy
- Endooglukanasy: EG1, EG2, EG3, EG5, náhodně štěpící uvnitř celulosového řetězce
- β-glukosidasy: odštěpující D-glukosu z oligomerních rozkladných produktů a tím chrání ostatní enzymy před inhibicí celobiosou[3][4]

## Hypercelulolytické kmenyT. reesei
Díky rozvoji genových technik náhodné mutageneze jsou studovány modifikace genomu T. reesei za účelem cenově dostupného zvýšení produkce celulas. Od 70. let minulého století vzniklo několik mutantních kmenů QM6a schopných zvýšené produkce těchto enzymů, jako například kmeny RUT-C30 a VTT-M44. Kmen RUT-C30 ve svém genomu kromě několika dalších mutací oproti QM6a obsahuje 85 kb velkou chromozomální deleci a zkrácený cre1 gen. Gen cre1 T. reesei kóduje specifický DNA-vazebný protein, který se podílí na katabolické represi genů celulasy v přítomnosti glukosy. Zkrácený cre1 gen RUT-C30 tudíž částečně zmírňuje katabolickou represi glukosou, díky čemuž lze dosáhnout koncentrace produkovaných enzymů 20 g/l . Vysoce vyvinuté průmyslové kmeny T. reesei dosahují koncentrací produkovaných celulolytických enzymů až 100 g/l. Genovými manipulacemi kmene VTT-M44 bylo dosaženo koncentrace celulasy 37,3 g/l.
Mezi další genové modifikace T. reesei se řadí např. mutace genu transkripčního faktoru XYR1 - hlavního regulátora genů kódujících celulasy, jehož expresí dochází ke zvyšování celkové enzymatické produkce T. reesei. Podobně je zvýšené produkce enzymů možné dosáhnout bodovými mutacemi V821F and A824 v konzervované oblasti regulačního genu XYR1, které vedou k utlumování efektů katabolické represe. Další identifikované regulátory exprese celulasy zahrnují aktivátory ACE2, ACE3, HAP2/3/5 komplex a methyltransferasu LAE1. Modifikace, které necílí na transkripční úroveň genů kódující celulasu taktéž mohou pozitivně ovlivňovat produkci celulas. Jsou to např. odstranění extracelulárních proteas jako SLP1 a PEP1.

## Průmyslová kultivaceT. reesei
Na kvalitu biokonverze prostřednictvím T. reesei má vliv mnoho faktorů, mj. pH, teplota, dusík, fosfor, přítomnost fenolických látek a ostatních inhibitorů, či složení kultivačního média. Složení kultivačního média při kultivaci T. reesei, zahrnuje zhruba 60 % ceny produkce daného enzymu. Jelikož je nejdražší složkou média většinou zdroj uhlíku, existuje několik studií genetických modifikací T. reesei s cílem diverzifikovat její možnosti zužitkování uhlíku jako živiny pro velkokapacitní produkci enzymů. Jedná se například o využití melasy, která zbude po zpracování cukru, která je levná, rozpustná a bohatá na vitamíny a minerály. Kromě fruktosy a glukosy obsahuje melasa i sacharosu, která tvoří zhruba 65 % celkového dostupného cukru. Jelikož nemá T.reesei invertasovou aktivitu, nedokáže sacharosu rozložit. Díky metodám genového inženýrství byl připraven kmen T. reesei geneticky modifikovaný genem suc1 z Aspergillus niger, který invertasovou aktivitu má. Takto modifikovaný kmen dokáže utilizovat i sacharosu a kromě glukosy a fruktosy ji tudíž také využít jako zdroj uhlíku pro produkci celulolytických enzymů.